# Nong Bua Lamphu
Nong Bua Lamphu (in Thai: หนองบัวลำภู, Aussprache: nɔ̌ːŋ būa lām pʰūː, auch Nakhon Khuen Khan Kab Kaew Bua Ban – „Stadt mit reichlich Wasser und blühenden Lotusblumen“, oder Mueang Kamut Sai Buriram) ist seit dem 1. Dezember 1993 die Hauptstadt des Landkreises (Amphoe) Mueang Nong Bua Lamphu und der Provinz Nong Bua Lamphu in  der Nordostregion von Thailand, dem Isan.

## Geographie
Nong Bua Lam Phu liegt in der nordöstlichen Hochebene, am westlichen Rand des Isan. Die Entfernung zur Hauptstadt Bangkok beträgt etwas mehr als 600 Kilometer.

## Wirtschaft
Wirtschaftlich bedeutend ist der Reisanbau.

## Geschichte
Die Stadt wurde vor etwa 900 Jahren erstmals erwähnt und war zunächst den Königen von Laos tributpflichtig. 1574 eroberten die Thai unter König Maha Thammaracha und dessen Sohn, König Naresuan, das Reich Lan Chang (Laos) und wählten die Gegend um Nong Bua Lamphu als Aufmarschgebiet für die entscheidenden Vorstöße. Nach dem Fall von Ayutthaya wurde die Stadt 1767 in Auseinandersetzungen innerhalb der laotischen Führung hineingezogen: Zwei Brüder (Phra Woa und Phra Tha) sammelten ihre Truppen und Mitläufer und flohen aus Laos nach Nong Bua Lamphu. Sie errichteten eine Stadtmauer, um sich vor der Verfolgung durch die Laoten zu schützen. Die  Invasionsarmee konnte dies aber nicht an der teilweisen Zerstörung und Entvölkerung der Stadt hindern, die Mauer blieb jedoch stehen. Nach verschiedenen neuen Ansiedlungsversuchen und Umbenennungen der verbliebenen Reste, erfolgte unter König Chulalongkorn (Rama V.) schließlich 1906 die endgültige Formung der neuen Stadt mit dem neuen Namen Nong Bua Lamphu, zunächst als Distrikt (Mueang) der Provinz Udon Thani. 1993 wurde im Zuge der Politik der Dezentralisierung Nong Bua Lamphu als Hauptstadt der neu gebildeten gleichnamigen Provinz bestätigt.

## Sehenswürdigkeiten
- Statue des Königs Naresuan des Großen, errichtet im Andenken an die Eroberung des Reiches Lan Xang
- Stadtmauer aus dem 18. Jahrhundert

## Persönlichkeiten
- Isariya Marom (* 1995), Fußballspieler
- Wittaya Thanawatcharasanti (* 1996), Fußballspieler